# Masteria
Masteria L. Koch, 1873 è un genere di ragni appartenente alla famiglia Dipluridae.

## Distribuzione
Le 22 specie note di questo genere sono diffuse in America, oceania e Asia sudorientale.

## Tassonomia
Considerato un sinonimo anteriore di Accola Simon, 1889 e di Antrochares Rainbow, 1898, da un lavoro dell'aracnologo Raven del 1979; è anche sinonimo anteriore di Microsteria Wunderlich, 1988, grazie ad uno studio su un reperto fossile in un'ambra dominicana dello stesso Raven (2000a).
Dal 1995 non è stato più reperito alcun esemplare di questo genere.
Attualmente, a giugno 2012, si compone di 22 specie:
- Masteria aimeae (Alayón, 1995) — Cuba
- Masteria barona (Chickering, 1966) — Trinidad
- Masteria caeca (Simon, 1892) — Filippine
- Masteria cavicola (Simon, 1892) — Filippine
- Masteria colombiensis Raven, 1981 — Colombia
- Masteria cyclops (Simon, 1889) — Venezuela
- Masteria downeyi (Chickering, 1966) — Costa Rica, Panama
- Masteria franzi Raven, 1991 — Nuova Caledonia
- Masteria golovatchi Alayón, 1995 — Cuba
- Masteria hirsuta L. Koch, 1873[2] — Isole Figi, Micronesia
- Masteria kaltenbachi Raven, 1991 — Nuova Caledonia
- Masteria lewisi (Chickering, 1964) — Giamaica
- Masteria lucifuga (Simon, 1889) — Venezuela
- Masteria macgregori (Rainbow, 1898) — Nuova Guinea
- Masteria modesta (Simon, 1891) — Isola Saint Vincent
- Masteria pallida (Kulczyński, 1908) — Nuova Guinea
- Masteria pecki Gertsch, 1982 — Giamaica
- Masteria petrunkevitchi (Chickering, 1964) — Porto Rico
- Masteria simla (Chickering, 1966) — Trinidad
- Masteria spinosa (Petrunkevitch, 1925) — Panama
- Masteria toddae Raven, 1979 — Queensland
- Masteria tovarensis (Simon, 1889) — Venezuela

### Specie trasferite
- Masteria australis (Mello-Leitão, 1939); trasferita al genere Chilehexops Coyle, 1986.[1].